# Калоян Тодоров (футболист, р. 1999)
Калоян Светлинов Тодоров (роден на 22 януари 1999 г.) е български футболист, който играе на поста офанзивен полузащитник. Състезател на Пирин (Благоевград).

## Кариера
Тодоров е юноша на Черно море и Лудогорец.
На 10 януари 2022 г. Калоян подписва със Спортист (Своге). Дебютира на 19 февруари при победата с 2:1 като домакин на Левски (Лом).

### Пирин Благоевград
На 1 юли 2022 г. е обявен за ново попълнение на благоевградския Пирин.